# Jaume Rovira
Pour les articles homonymes, voir Rovira (homonymie).
Rovira  Pous est un nom espagnol. Le premier nom de famille, en général paternel, est Rovira ; le second, en général maternel, souvent omis, est Pous.
Jaume Rovira Pous, né le 3 novembre 1979 à Villablino, est un coureur cycliste espagnol.

## Biographie
Jaume Rovira Pous naît le 3 novembre 1979 à Villablino en Espagne.
Il entre en 2014 dans l'équipe continentale équatorienne Ecuador.

## Palmarès et classements mondiaux

### Palmarès sur route
- 2000
  - 3e du Premio Primavera
  - 3e de la Klasika Lemoiz
- 2001
  - Ronde du Maestrazgo
  - 2e étape du Tour de Salamanque
  - 3e du Tour d'Alicante
- 2003
  - 5e étape du Tour de León
  - 2e du Tour de León
  - 3e du Trophée Guerrita
- 2004
  - 1re étape du Tour de la province de Cosenza
  - 3e étape du Tour de Palencia
  - 2e du Trofeo Ayuntamiento de Zamora
  - 2e de la Coupe d'Espagne de cyclisme
  - 2e du Tour de Salamanque
- 2005
  - 3e du Tour de La Rioja
- 2006
  - GP Llodio
- 2007
  - Mémorial Pedro Zamora
  - Clásica de Pascua
  - 2e de la Prueba Loinaz
  - 3e du Gran Premio Primavera de Ontur
  - 3e du Mémorial Valenciaga
  - 3e du Circuito Montañés
- 2009
  - Prueba Villafranca de Ordizia
- 2014
  - 6e et 8e étapes du Tour de l'Équateur

### Classements mondiaux
| Année            | 2005 | 2006 | 2007 | 2008 | 2009 | 2010 | 2011 | 2012 |
| ---------------- | ---- | ---- | ---- | ---- | ---- | ---- | ---- | ---- |
| UCI America Tour |      |      |      |      |      | 365e |      |      |
| UCI Europe Tour  | 382e | 127e | 249e | 263e | 132e |      | 808e | 842e |